# 大比伯劳
大比伯劳（發音：[ɡʁoːs ˈbiːbəʁaʊ] ⓘ）是德国黑森州达姆施塔特行政区达姆施塔特-迪堡县的城市，面积18.27平方千米，2023年12月31日人口为4,762人。